# Gmina Żyrzyn
Die Gmina Żyrzyn ist eine Landgemeinde im Powiat Puławski der Woiwodschaft Lublin in Polen. Ihr Sitz ist das gleichnamige Dorf, das an der nordsüdlich verlaufenden Landesstraße Droga krajowa 17 liegt.

## Gliederung
Zur Landgemeinde (gmina wiejska) Żyrzyn gehören folgende 15 Ortschaften mit einem Schulzenamt:
Bałtów
Borysów
Cezaryn
Jaworów
Kośmin
Kotliny
Osiny
Parafianka
Skrudki
Strzyżowice
Wilczanka
Wola Osińska
Zagrody
Żerdź
Żyrzyn
Weitere zur Gemeinde gehörende Orte sind Las-Grzęba, Las-Jawor und Sachalin.